# Цитадель (Варшава)

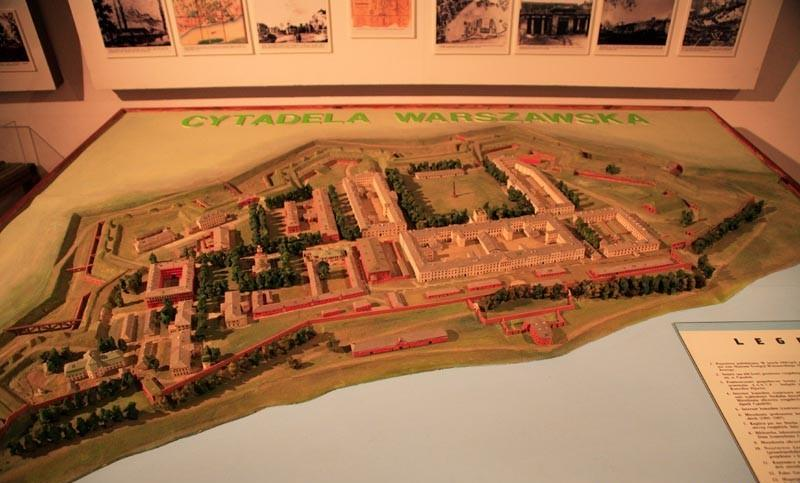
Макет Олександрівської цитаделі.

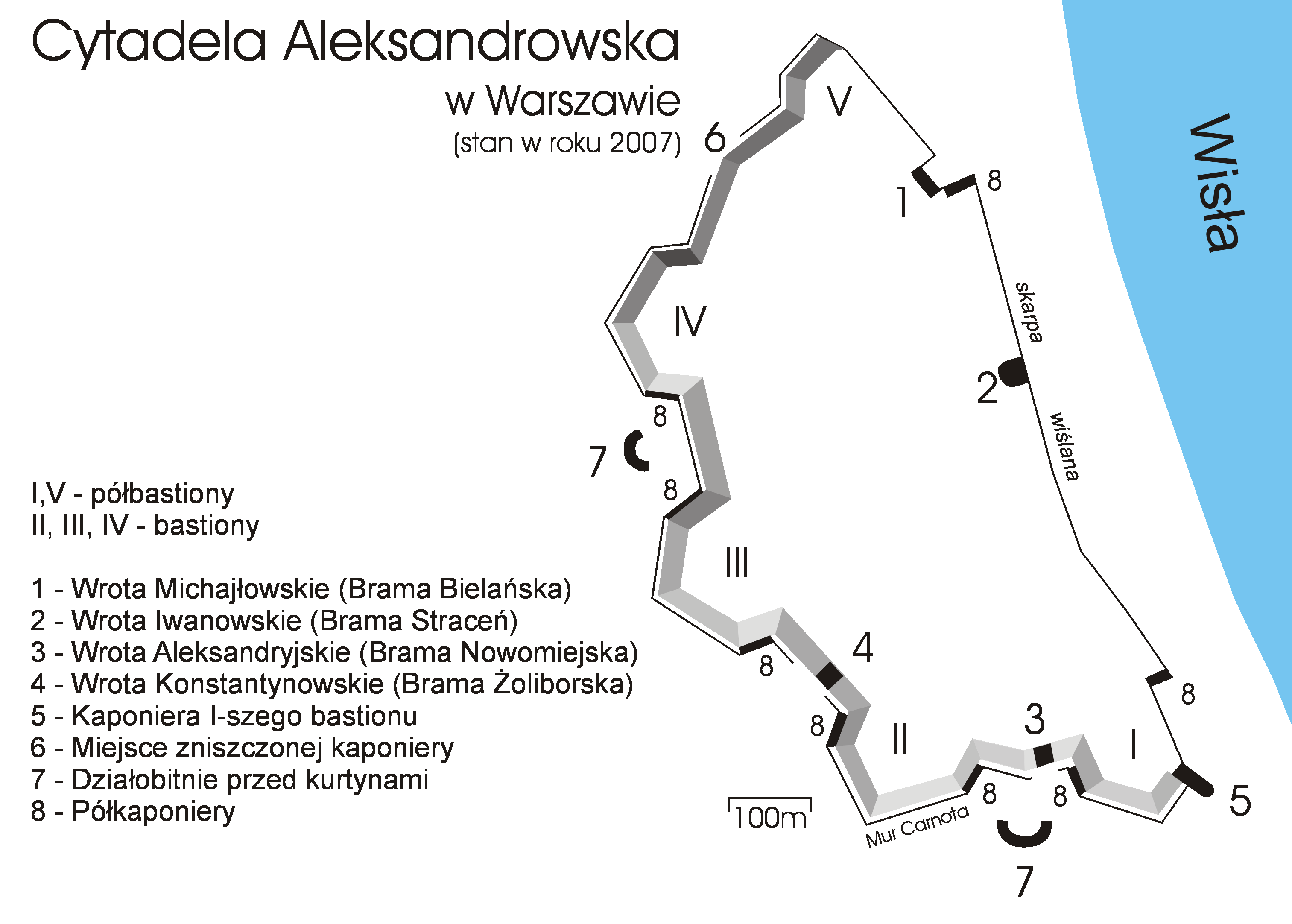
Спрощена схема фортеці.

Цитадель — російська фортеця XIX століття в місті Варшава .
Пізніше центральна частина (Цитадель) Варшавської фортеці, побудована за наказом Миколи I після польського повстання (бунту) 1830 року. Була призначена для захисту території Росії, відповідно до планів оборони держави фортечним методом (лініями фортець). У літературі зустрічаються інші назви — Олександрівська цитадель, Варшавська цитадель та інші. Слід розрізняти спорудження та формування під тією ж назвою.

## Історія
Цитадель була побудована за найвищим велінням государя Миколи I, відповідно до стратегічного плану щодо захисту держави, після польського повстання (бунту) 1830 року. Головний архітектор генерал-майор І. І. Ден в основі свого проекту використовував проект фортеці Антверпена. Генерал-фельдмаршалом Іваном Паскевичем, намісником Царства Польського було закладено наріжний камінь.
Фортеця являє собою цегляну будівлю, площа біля будівлі — 36 гектар. Будівництво розпочалося 31 травня 1832 року й закінчилося 4 травня 1834 року. Вартість споруди становила величезну на ті часи суму в 11 мільйонів рублів. Оплата цих витрат була покладена на Банк Польщі, як покарання за повстання (бунт) 1830 року. Гарнізон фортеці в мирний час становив 5 000 чоловік особового складу гарнізонних військ Російської імператорської армії. Під час січневого повстання (бунту) 1863 він був збільшений до 16 000 чоловік. До 1863 року артилерійський парк фортеці включав 555 гармат різних калібрів.
В 1854 році, після укріплення, і створення кріпосного району, в фортеці було п'ять бастіонів (фортів) — «Володимир», «Олексій», «Павло», «Георгій» і «Сергій», в сучасній Польщі назви колишніх споруд змінені.
До початку першої світової війни, змінилася оборонна стратегія держави, а фортеця застаріла, і в 1910 році почався демонтаж укріплень та розформування формувань, в 1912 році її гарнізон був скасований. В ході Першої світової війни фортеця Варшава витримала три хімічних атаки противника, а влітку 1915 року разом з рештою укріплень була залишена російськими військами без бою, після закінчення боєприпасів, в ході стратегічного відступу .
Після відновлення незалежності Польщі в 1918 році, польська армія використовувала фортецю в якості гарнізону, як навчальний центр для піхоти, склад військового майна і місця ув'язнення супротивників правлячого режиму Пілсудського. Після першої поразки Польщі у Другій світовій у фортеці розташовувалися окупаційні німецькі війська. Під час варшавського повстання німецький гарнізон, що перебував у фортеці завадив повстанцям центра міста з'єднатися з повстанцями в північному районі Варшави Жолібож. Після Другої світової фортеця знову використовувалася польською армією, в ній розташовувалася частина ППО . У 1963 році в фортеці було відкрито музей.

## Фотогалерея

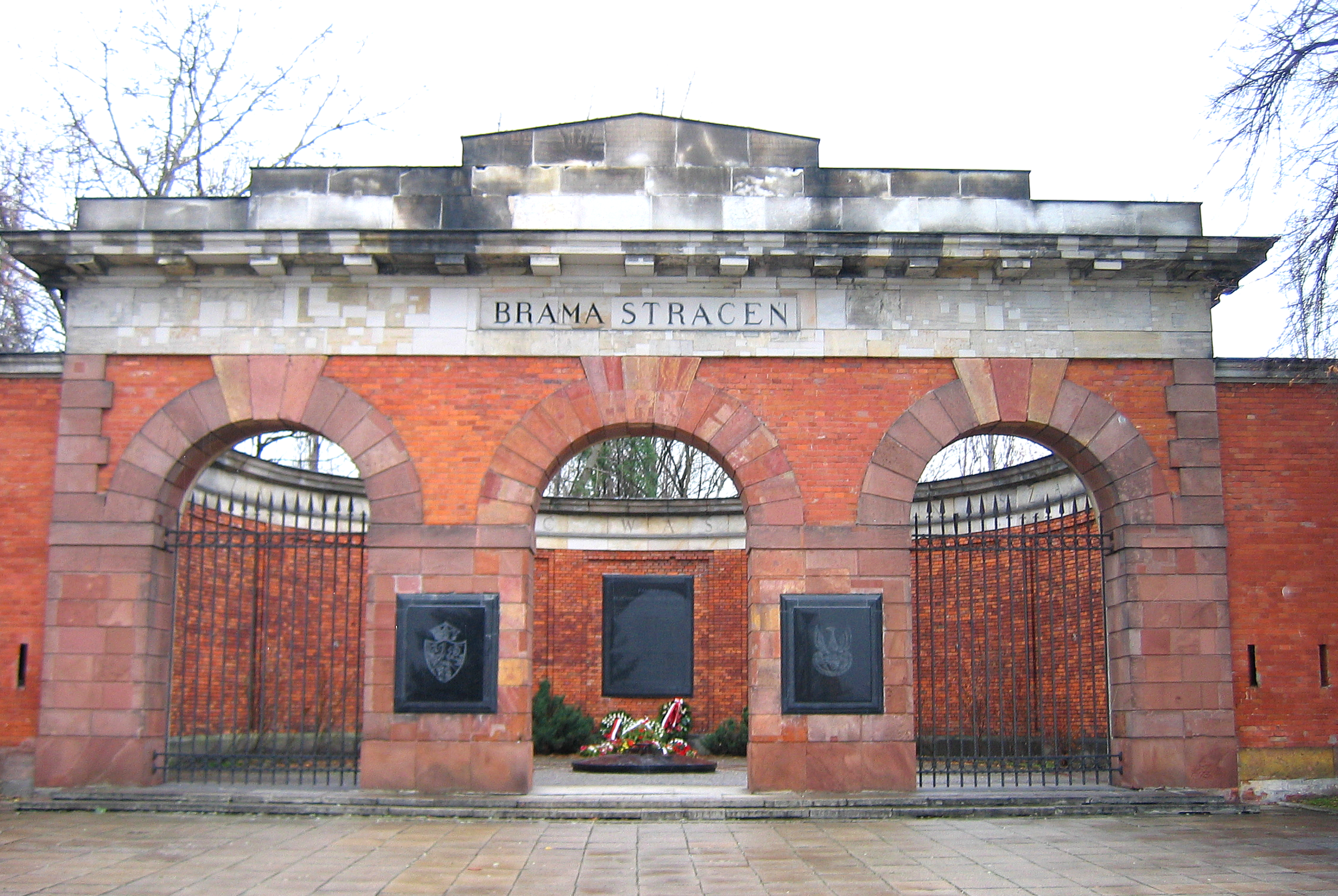
Варшавська цитадель: Іванівський ворота.
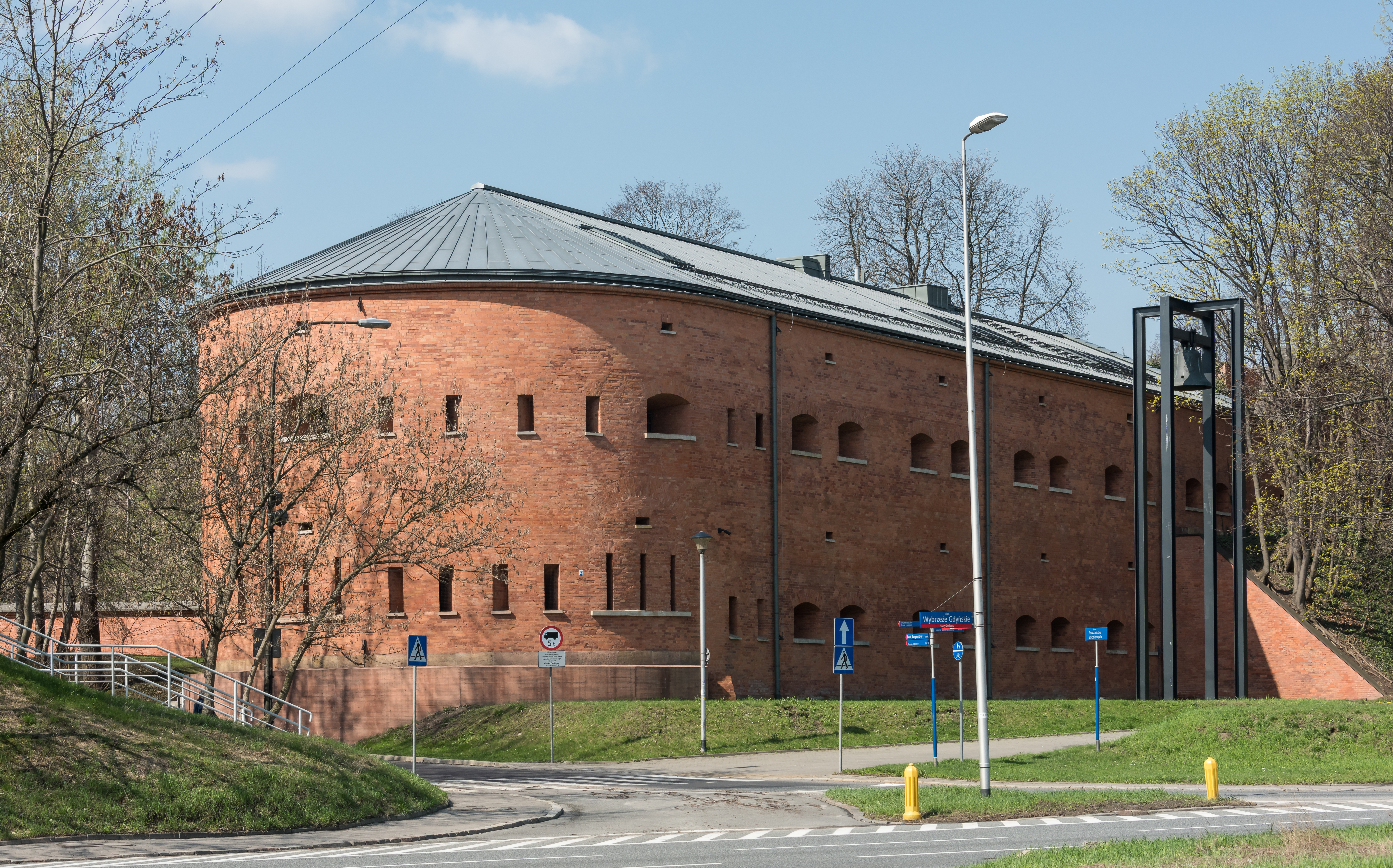
Варшавська цитадель: Капонір першого бастіону .
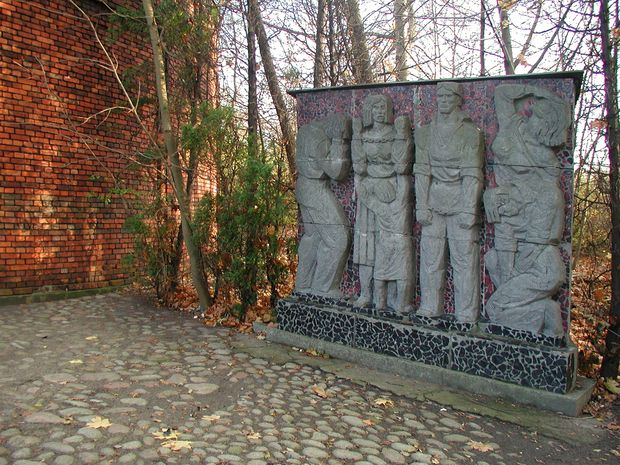
Варшавська цитадель: пам'ятник біля іванівських воріт.
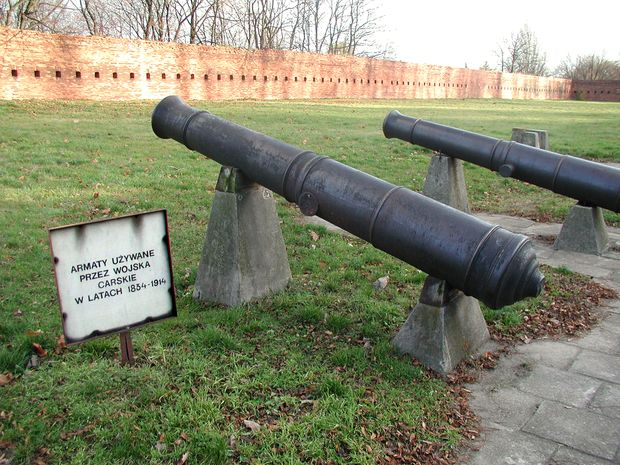
Варшавська цитадель - виставка зброї.
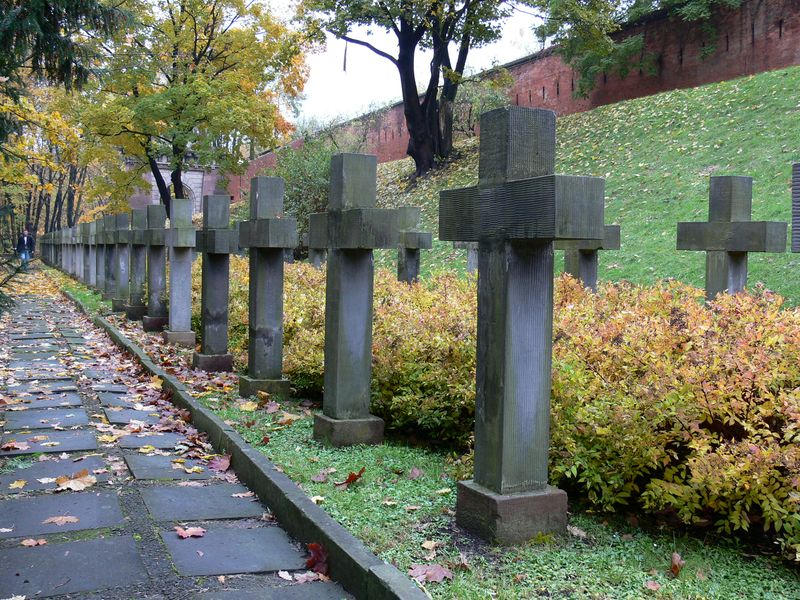
Кладовище в'язнів цитаделі близько Х воріт фортеці.

- Варшавська фортеця
- X павільйон Варшавської цитаделі
- Модлинська фортеця
- фортеця Осовець